# Zarich
În mitologia persană, Zarich este membră a grupului Daevas și reprezintă personificarea îmbătrânirii. Oponenta ei este Ameretat